# プリーズ・センド・ミー・サムワン・トゥ・ラヴ
プリーズ・センド・ミー・サムワン・トゥ・ラヴ (Please Send Me Someone To Love)は、リズム・アンド・ブルース・シンガー、ソングライターのパーシー・メイフィールドが作詞・作曲し、レコーディングした楽曲。1950年にスペシャルティ・レコードよりシングル・リリースされ、R&Bチャート1位を獲得、チャートインは27週に渡った。ポップ・チャートでも26位を記録し、メイフィールドにとって最大のヒット曲となっている。

## 概要
ソフトな声で歌われるブルース・バラードであり、「愛する人が欲しい」という個人的な思いと、世界平和を願う普遍的なメッセージを一つの歌に込めた特徴的な歌詞は、音楽評論家のビル・ダールによって「多層的で普遍的な嘆き」と評された。この曲は、幅広い影響力を持ち、多くのアーティストにカバーされている
。

## シングル
| 年   | 曲名                                                          | レーベル名 | レコードNo. | 最高位       | 最高位  |
| 年   | 曲名                                                          | レーベル名 | レコードNo. | 米国ポップス | 米国R&B |
| ---- | ------------------------------------------------------------- | ---------- | ----------- | ------------ | ------- |
| 1950 | A: Please Send Me Someone to Love B: Strange Things Happening | Specialty  | 375         | 26 —         | 1 7     |

## 参加ミュージシャン
- Percy Mayfield パーシー・メイフィールド - vocals
- Maxwell Davis マックスウェル・デイヴィス - tenor saxophone
- Richard Wells リチャード・ウェルズ - tenor saxophone
- Charles Waller チャールズ・ウォーラー - baritone saxophone
- Eddie Beal エディ・ビール - piano
- Gene Phillips ジーン・フィリップス - guitar
- Red Callender レッド・カレンダー - bass
- Lee Young リー・ヤング - drums

## 主なカバー・バージョン
ポール・バターフィールズ・ベター・デイズのカバーは、「愛する人が欲しくて」という邦題が付けられている。
| 年     | アーティスト名           | 収録アルバム                                      |
| ------ | ------------------------ | ------------------------------------------------- |
| 1951年 | ダイナ・ワシントン       | -                                                 |
| 1957年 | ザ・ムーングロウズ       | -                                                 |
| 1957年 | パット・ブーン           | 『Pat』                                           |
| 1960年 | ロイド・プライス         | 『"Mr. Personality" Sings the Blues』             |
| 1964年 | アーマ・トーマス         | 『Wish Someone Would Care』                       |
| 1965年 | B.B.キング               | 『Confessin’ The Blues』                          |
| 1968年 | トゥーツ・シールマンス   | 『Toots』                                         |
| 1969年 | ソロモン・バーク         | 『Proud Mary』                                    |
| 1969年 | ペギー・リー             | 『A Natural Woman』                               |
| 1972年 | ブルック・ベントン       | 『Story Teller』                                  |
| 1973年 | ポール・バターフィールド | 『Paul Butterfield's Better Days』                |
| 1976年 | ジェイムズ・ブッカー     | 『The Piano Prince from New Orleans』             |
| 1993年 | シャーデー               | 『Philadelphia - Music From The Motion Picture』  |
| 1998年 | フィオナ・アップル       | 『Pleasantville - Music From The Motion Picture』 |